# Peróxido de acetona
Triperóxido de triacetona (peróxido de acetona, peroxiacetona, TATP, TCAP) é um peróxido orgânico e um alto explosivo primário. Ele toma a forma de um pó cristalino branco com um destacado cheiro acre.
É altamente suscetível ao calor, fricção e choque. Por sua instabilidade, tem sido chamado a "Mãe de Satã". Talvez tenha ganhado notoriedade devido a seu alegado uso nos atentados em Londres em 2005 e tem sido também relatado como o explosivo favorito por suspeitos presos em 10 de agosto de 2006 quem pretendeu a alegada destruição de aviões voando do Reino Unido para os EUA. O  TATP também foi utilizado nos atentados de Bruxelas, capital belga, em 22 de março de 2016.
Peróxido de acetona foi descoberto em 1895 por Richard Wolffenstein. Ele foi o primeiro químico que usou ácidos inorgânicos como catalisador. Ele foi também o primeiro pesquisador que recebeu uma patente por uso de peróxido como composto explosivo. Em 1900 Bayer e Villiger descreveram em alguns artigos no mesmo periódico a primeira síntese do dímero e uso de ácidos para a síntese de ambos os peróxidos também. Informação sobre isso incluindo as relativas proporções de monômero, dímero, e trímero é também encontrável num artigo de Milas e Golubović. Outras fontes incluem a estrutura cristalina e análise tridimensional em The Chemistry of Peroxides editado por Saul Patai, (pp. 396–7) assim como o Textbook of Practical Organic Chemistry por Vogel.